# Rita Hofer
Rita Hofer (* 1963; heimatberechtigt in Pfäfers-Vasön und Seeberg) ist eine Schweizer Politikerin (ALG/Grüne).

## Leben
Rita Hofer ist Fachlehrerin für Textiles Gestalten und Hauswirtschaft und unterrichtet an der Oberstufe in Hünenberg. Sie ist verheiratet, Mutter von zwei Kindern und lebt in Hünenberg.

## Politik
Rita Hofer wurde bei den Wahlen 2014 in den Kantonsrat des Kantons Zug gewählt. Sie ist seit 2019 Mitglied der Kommission Gesundheit und Soziales, der sie als Präsidentin vorsteht.
Rita Hofer ist Präsidentin des Grünen Forum Hünenberg.